# Кожикоде
Кожикоде (малаял. കോഴിക്കോട്, МФА: [koːɻikoːɖ]), раніше відоме як Каліку́т (араб. كاليكوت, Qāliqūṭ) — місто на Малабарському узбережжі в індійському штаті Керала. Населення 437 тис. жит. (2001).
Гавань Кожикоде вважається не дуже зручною: в сезон мусонів порт закрито для суден, а в інші місяці кораблі кидають якір за 5 км від берега. Незважаючи на це, в Добу великих географічних відкриттів Калікут, поряд з Кочі та Гоа, слугував основним пунктом взаємодії європейської та індійської цивілізацій.

## Клімат
Місто знаходиться у зоні, котра характеризується мусонним кліматом. Найтепліший місяць — квітень із середньою температурою 28.9 °C (84 °F). Найхолодніший місяць — липень, із середньою температурою 25.6 °С (78 °F).
| Клімат Кожикоде         | Клімат Кожикоде | Клімат Кожикоде | Клімат Кожикоде | Клімат Кожикоде | Клімат Кожикоде | Клімат Кожикоде | Клімат Кожикоде | Клімат Кожикоде | Клімат Кожикоде | Клімат Кожикоде | Клімат Кожикоде | Клімат Кожикоде | Клімат Кожикоде |
| Показник                | Січ.            | Лют.            | Бер.            | Квіт.           | Трав.           | Черв.           | Лип.            | Серп.           | Вер.            | Жовт.           | Лист.           | Груд.           | Рік             |
| Абсолютний максимум, °C | 34              | 37              | 35              | 37              | 37              | 33              | 35              | 32              | 33              | 34              | 37              | 36              | 37              |
| Середній максимум, °C   | 31              | 31              | 32              | 32              | 32              | 29              | 27              | 28              | 28              | 30              | 30              | 31              | 30              |
| Середня температура, °C | 26              | 26              | 28              | 28              | 28              | 26              | 25              | 25              | 25              | 26              | 26              | 26              | 26              |
| Середній мінімум, °C    | 21              | 22              | 24              | 25              | 25              | 23              | 23              | 23              | 23              | 23              | 23              | 21              | 23              |
| Абсолютний мінімум, °C  | 13              | 16              | 17              | 21              | 20              | 20              | 21              | 20              | 17              | 20              | 16              | 16              | 13              |
| Норма опадів, мм        | 0               | 0               | 10              | 90              | 230             | 840             | 820             | 430             | 200             | 260             | 130             | 20              | 3080            |
| Днів з дощем            | 0               | 0               | 1               | 5               | 7               | 23              | 23              | 17              | 7               | 8               | 6               | 2               | 106             |
| Вологість повітря, %    | 71              | 73              | 73              | 74              | 82              | 87              | 91              | 91              | 87              | 85              | 77              | 74              | 80              |
| ----------------------- | --------------- | --------------- | --------------- | --------------- | --------------- | --------------- | --------------- | --------------- | --------------- | --------------- | --------------- | --------------- | --------------- |
| Джерело: Weatherbase    |                 |                 |                 |                 |                 |                 |                 |                 |                 |                 |                 |                 |                 |

## Історія

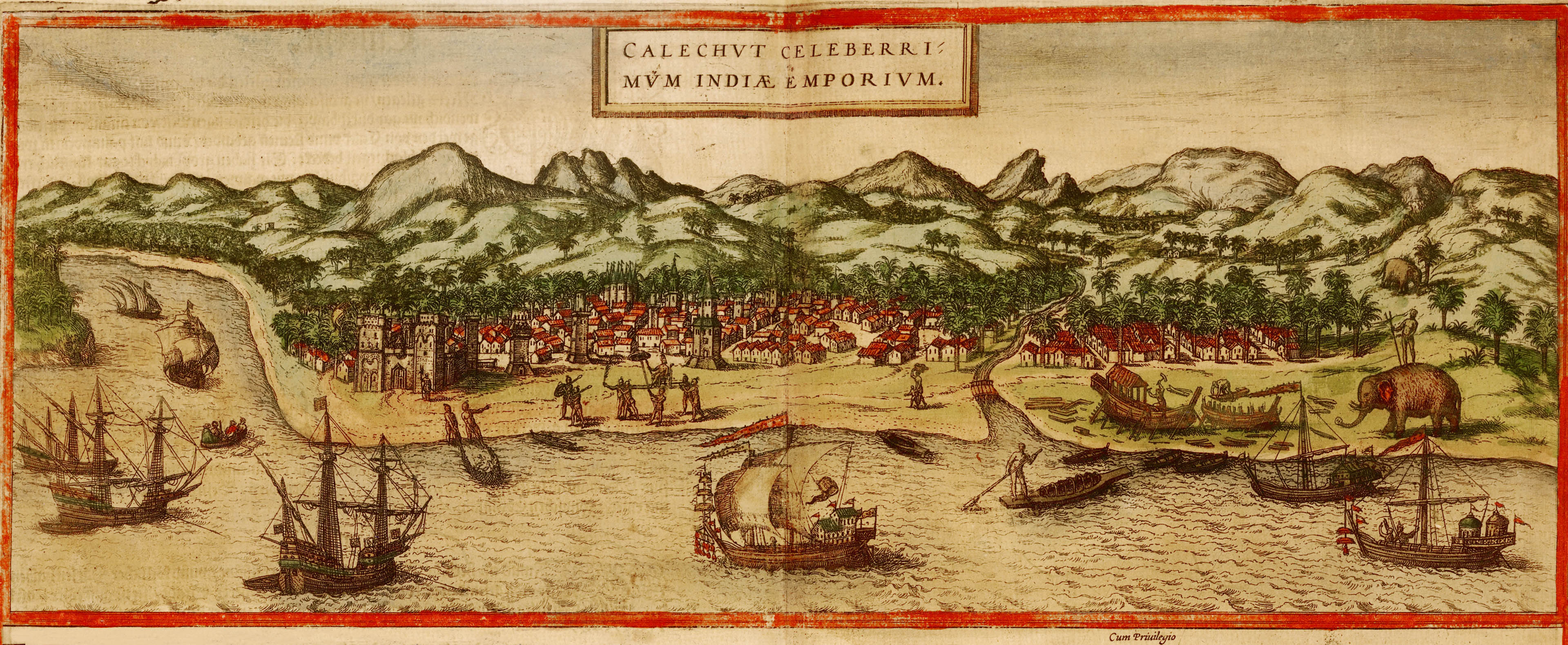
Калікут 1572 року

У VII столітті Кожикоде заселили арабські купці, а на початку XV століття тутешній порт відвідала флотилія китайського мореплавця Чжен Хе. 1498 року сюди прибули португальські кораблі Васко да Гами («São Gabriel»). Португальці вирішили взяти під контроль цю важливу ланку в Індоокеанській торгівлі, що було реалізовано після перемоги поблизу Діу шляхом будівництва 1511 року потужного форту.
1525 року місцевий раджа, що носив титул заморина, змусив португальців забратися геть. З 1615 року до Калікута стали виявляти інтерес англійці. 1664 року Британська Ост-Індійська компанія відкрила тут торгову факторію.
Протягом XVIII століття за володіння Калікут з англійцями суперничали голландці, французи й навіть данці. 1765 року майсурський правитель Гайдар Алі, розлючений присутністю європейців, розграбував та спалив Калікут.
Після переходу Кожикоде до англійців (фактично — 1790 року, юридично — 1792) місто було фактично заново засноване та забудоване. З цієї причини пам'ятки історії та архітектури порівняно нечисленні. 1968 року тут відкрився Калікутський університет.